# Мандуль
Манду́ль (фр. Mandoul, араб. منطقة ماندول) — адміністративний регіон в Республіці Чад.
- Адміністративний центр - місто Кумра.
- Площа - 17 000 км², населення - 637 086 чоловік (2009 рік).

## Географія
Регіон Мандуль знаходиться на півдні Чаду і являє собою південну частину колишньої префектури Середня Шарі. На сході межує з регіоном Середнє Шарі, на заході з регіоном Східний Логон, на півночі з регіоном Танджиле. Південною межею регіону є державний кордон Чаду та Центральноафриканської Республіки.

## Населення
В регіоні Мандуль проживають народи сара, мбаї, нар. Основою економіки регіону є натуральне сільське господарство та вирощування бавовни.

## Адміністративний поділ
Регіон в адміністративному відношенні розділений на 3 департаменти: Західний Мандуль (складається з 4 підпрефектур), Східний Мандуль (6 підпрефектур) та Барх-Сара (5 підпрефектури).